# The Living Room
The Living Room è un programma televisivo australiano in onda in patria su Network Ten dall'11 maggio 2012. Lo show approfondisce e mette in gioco una serie di questioni legate allo stile di vita, tra cui le ristrutturazioni, i viaggi e la cucina. Numerosi sono gli ospiti speciali e le sfide in studio in ogni episodio.
Condotto da Amanda Keller, vede la presenza fissa di Chris Brown, veterinario e volto televisivo, Barry Du Bois, arredatore, anche lui volto televisivo, e Miguel Maestre.